# عصر الإكتاسي
عصر الإكتاسي (باللاتينية: Ectasian)، (بالإغريقية : éktasis = ἔκτασις = "التوسع")، وهو ثاني عصور حقبة الطلائع الوسطى، امتد من 1400 إلى 1200 مليون سنة مضت، لمدة 200 مليون سنة تقريبا. عُرف هذا العصر زمنيًّا ولا يُشار إليه بمستوى معين لطبقة صخرية على الأرض. تميز هذا العصر بتوسع أغطية الأرصفة الموجودة.

## أحداث
يثير هذا العصر الاهتمام كأول دليل على التكاثر الجنسي. حيث أن طبقة تشكيل الصيد الواقعة في جزيرة سومرست نونافوت ،كندا، البالغ عمرها 1.2 مليار سنة والمؤرخة في نهاية عصر الإكتاسي تحتوي على أحافير دقيقة لخيوط متعددة الخلايا من بانجيات الشكل [الإنجليزية] الوبرية (نوع من الطحالب الحمراء)، وضعت كأول شكل تصنيفيّ لحقيقيات النوى، وكانت أول كائن حي يظهر التناسل الجنسي، وهي ميزة أساسية لمتعددة الخلايا المعقدة. تختلف متعددة الخلايا المعقدة عن متعددة الخلايا "البسيطة"، وذلك بمستعمرات الكائنات الحية التي تعيش مع بعض. وتحتوي الكائنات متعددة الخلايا الحقيقية على خلايا متخصصة في وظائف مختلفة، وهي سمة أساسية من سمات التكاثر الجنسي أيضًا، لأن ذكور الجاميت وإناثها هي خلايا متخصصة. ويجب على الكائنات الحية التي تتكاثر جنسيًا أن تحل مشكلة التكاثر لكل الكائنات فقط من الخلايا الجنسية.
إن التكاثر الجنسي وقدرة الجاميت على التطور إلى كائن حي هي من السوابق الهامة لمتعددة الخلايا الحقيقي. وفي الواقع، يكون الميل أكثر إلى التفكير في التكاثر الجنسي ومتعدد الخلايا لما يحدث في نفس الوقت، وتؤخذ متعدد الخلايا الحقيقي كعلامة للتكاثر الجنسي في الغالب.